# José d'Encarnação
José d'Encarnação (José Manuel dos Santos Encarnação, São Brás de Alportel, 1944) é um professor universitário, arqueólogo e historiador português que se tem dedicado especialmente às temáticas da presença romana em Portugal e à epigrafia latina.

## Biografia
José d'Encarnação licenciou-se em História pela Faculdade de Letras de Lisboa, em 1970. Concluiu, no Museu Nacional de Arte Antiga (Lisboa), o Curso de Conservador de Museus, em 1971-72. Neste mesmo ano, completou o Curso de Ciências Pedagógicas, na Faculdade de Letras de Lisboa. Doutorou-se em História na Universidade de Coimbra, na especialidade de Pré-História e Arqueologia, em 1984.

## Cargos e funções
Foi nomeado Professor Catedrático da Faculdade de Letras da Universidade de Coimbra, em 1991. Encontra-se na situação de aposentado desde Julho de 2007. Naquela universidade exerceu várias funções: Presidente do Conselho Pedagógico da Faculdade de Letras (1984-1986); Presidente da Comissão Científica do Grupo de História (1992-93); membro do Secretariado do Curso de Especialização em Assuntos Culturais no Âmbito das Autarquias (desde 1989); Coordenador geral, na Faculdade de Letras, dos programas SOCRATES/ERASMUS.
Foi director do Instituto de Arqueologia (2002-2004), da Universidade de Coimbra.
Dirigiu a revista Conimbriga e continua a orientar a publicação do Ficheiro Epigráfico, suplemento desta revista, editado desde 1982.
Integra o conselho redactorial ou consultivo de publicações periódicas, nacionais e estrangeiras, como Akhros (Melilla), Archivo Español de Arqueología (Madrid), Espacio, Tiempo y Forma (Madrid), Hispania Epigraphica (Madrid), Phoînix (Rio de Janeiro), Palaeohispanica (Saragoça), Salduie (Saragoça) e Veleia (Vitória, País Basco).
É responsável, juntamente com Guilherme Cardoso, pelo estudo da villa romana de Freiria (S. Domingos de Rana, Cascais), e pela investigação da ocupação romana no Concelho de Cascais.
É membro da Comissão Internacional que preside à organização dos colóquios sobre Línguas e Culturas Paleo-Hispânicas. É administrador das listas de correio (mailing lists): ArchPort (Arqueologia), HistPort (História de Portugal) e Museum (Museus, Património e História da Arte). Além das suas actividades científicas, é ainda jornalista, dedicado principalmente à área cultural.
A sua biografia consta do I volume de livro Personalidades da Costa do Estoril, Cascais, 1995, p. 277-284.

## Prémios e distinções
Foi agraciado com a medalha de mérito municipal de Cascais, em Julho de 1994. Recebeu do Rotary Club de Cascais/Estoril o diploma de Mérito Profissional Rotário, em 2000. Foi nomeado doutor honoris causa pela Universidade de Poitiers (França), em 2001. É académico de mérito da Academia Portuguesa da História (desde 16 de Julho de 2010); académico correspondente da Reial Acadèmia de Bones Lletres (Barcelona, desde 9 de outubro de 1997) e, desde 17 de dezembro de 1999, da Real Academia de la Hisória (Madrid); académico correspondente da Academia das Ciências de Lisboa, desde 2015. Foi agraciado, a 1 de Junho de 2015, com a insígnia de mérito cultural do Município de S. Brás de Alportel.

## Obras publicadas
Tem mais de quatro centenas de trabalhos arqueológicos e historiográficos publicados, entre os quais se destacam os seguintes livros:
- Divindades Indígenas sob o Domínio Romano em Portugal (Subsídios para o seu Estudo), Lisboa, 1975. 2ª edição: 2015
- Divindades Indígenas sob o Domínio Romano em Portugal (Subsídios para o seu Estudo), Lisboa, 1975.
- Inscrições Romanas do Conventus Pacensis - Subsídios para o Estudo da Romanização, 2 volumes, Coimbra, 1984. Disponibilizado on line.
- Introdução ao Estudo da Epigrafia Latina, Coimbra, 1979, 1987, 1997.
- Roteiro Epigráfico Romano de Cascais, Cascais, 1994 [2.ª edição revista e aumentada em 2001].
- Para uma História da Água no Concelho de Cascais, 1995. Em colaboração com Guilherme Cardoso.
- Estudos sobre Epigrafia, Coimbra, 1998.
- Cascais e os Seus Cantinhos, Lisboa, 2002.
- As Oficinas da História, Lisboa, 2002.
- A História Tal Qual se Faz, Lisboa, 2003.
- Festas de Tradição no Concelho de Cascais, Mafra, 2004. Autor do texto. Fotos de Francisco de Almeida Dias.
- Epigrafia, as Pedras que falam, Coimbra, 2006. 2ª edição: 2010
- Recantos de Cascais. Lisboa, 2007.
- Dos Segredos de Cascais, Lisboa, 2010.
- Cascais - Paisagem com Pessoas dentro. Cascais, 2011.